# رستم حيدر

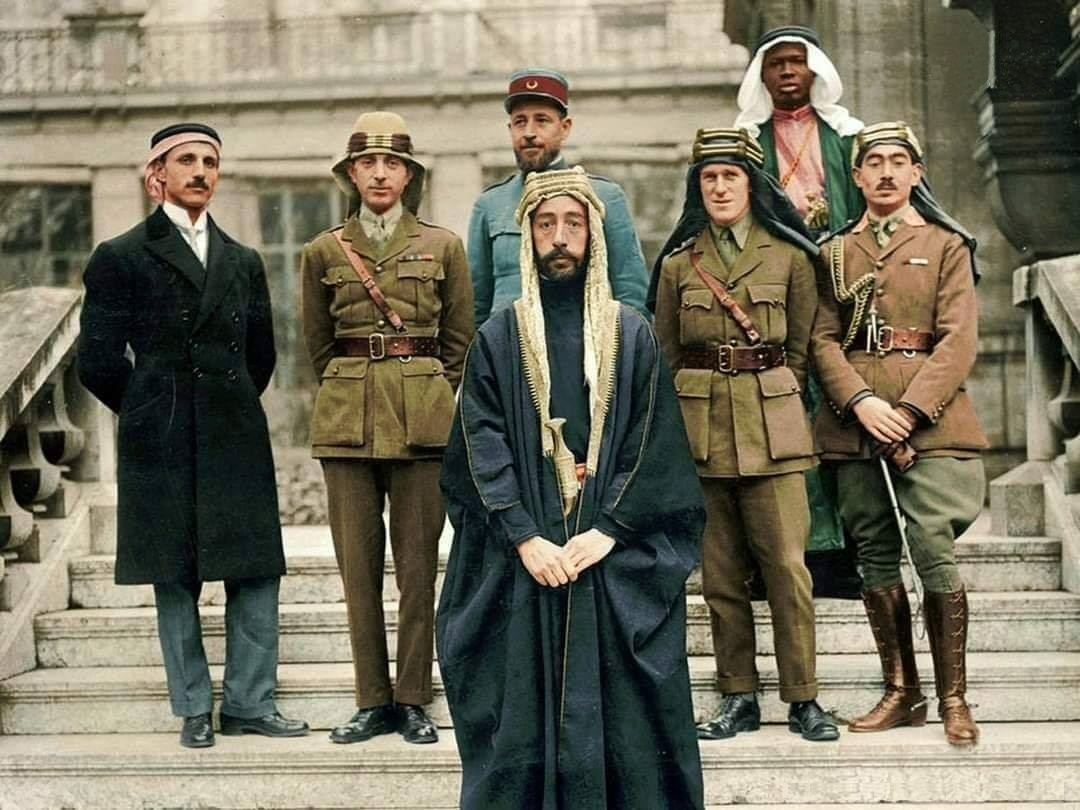
الأمير فيصل بن الحُسين وأصحابه في مؤتمر ڤرساي سنة 1919م. الظاهرون من اليمين إلى اليسار: تحسين قدري، عبد الأمير فيصل، طوماس إدوارد لورنس (لورنس العرب)، روزريو پيساني، نوري السعيد، رستم حيدر.

محمد رستم حيدر هو سياسي عراقي من أصل لبناني، شغل مناصب وزارية في العهد الملكي في العراق. ولد عام 1889  في مدينة بعلبك اللبنانية وتوفي في بغداد متأثرا بجراحه في 22 سبتمبر 1940 بعد إصابته بإطلاق نار تعرض له في مكتبه في وزارة المالية أطلقه المفوض المفصول من الخدمة حسين فوزي توفيق قبل ظهر يوم
1940. أعدم قاتله في فجر يوم الأربعاء 27 مارس 1940 شنقا في الباب المعظم.

## سيرته
أنهى الدراسة الابتدائية والمتوسطة والثانوية حيث أكملها في إسطنبول في المدرسة الشاهانية وتخرج منها عام 1910، ثم سافر إلى باريس ودرس في جامعة السوربون التي تخرج منها بدرجة جيد جدا. وأثناء وجوده هناك، عمل مع بعض الشخصيات العربية في المجال السياسي وبالأخص في جمعية العربية الفتاة. وفي سنة 1913 عاد إلى وطنه من باريس ليعمل في مجال التعليم. خلال فترة الحرب العالمية الأولى عمل مدرسا للتاريخ والاقتصاد في القدس،
التحق بالأمير فيصل في الثورة العربية الكبرى. وفي 22 نوفمبر/تشرين الثاني 1918، غادر مع الأمير فيصل متوجهين إلى باريس لحضور مؤتمر الصلح وكان يرافقهما كلاً من نوري السعيد والدكتور أحمد قدري وفائز الفصين ثم غادروا إلى لندن في 7 كانون الثاني 1919.
وصل رستم حيدر إلى العراق يوم 23 يونيو/حزيران 1921 على الباخرة «نورث بروك» التي كانت تقل الأمير (الملك) فيصل، وكان يشغل منصب سكرتيره الخاص وكانت هذه المرة الأولى التي يطأ فيها أرض العراق، واكتسب الجنسية العراقية بشكل أصولي حسب القانون. وعمل رئيسا للديوان الملكي خلال فترة حكم الملك فيصل الأول.

## العمل السياسي
شغل منصب الوزير سبع مرات في وزارات: المالية والاقتصاد والموصلات كان منها 4 وزارات ترأسها نوري السعيد واثنان منها في عهد رشيد عالي الكيلاني وواحدة في وزارة جميل المدفعي. بالإضافة لمناصب أخرى، ففي عام 1929، كان أول ممثل دبلوماسي للعراق في إيران، وبعدها مندوب العراق في عصبة الأمم وعضو لجنة ولجان مالية دولية، وشغل منصب الناطق الرسمي للبلاط الملكي. كما أيد حيدر دمج الكويت مع العراق حيث أشار في إحدى خطاباته إلى الكويت باعتبارها جزءاً لا يتجزأ من البصرة بسبب محدودية وصول البصرة إلى البحر.
خلال عمله في وزارة المالية، أمر بمصادرة أموال الملك فيصل الأول بعد أن أصدر قانون جديد لتحصيل الديون المتأخرة للحكومة، وكان معظم من تأخروا في تحصيل الديون من أصحاب النفوذ. وشمل ذلك الوزراء وشيوخ القبائل. وقد تم تطبيق القانون أولاً من قبل حيدر على الخزانة الملكية الخاصة. بالإضافة إلى مناصب أخرى، كان في عام 1929 أول ممثل دبلوماسي للعراق في إيران البهلوية. في 20 أبريل 1929، أُرسل حيدر إلى طهران بعد أن أبرق رضا شاه إلى الملك فيصل الأول مهنئًا إياه على تحقيق الاستقلال. أُرسل لنقل تقدير الملك إلى الشاه على برقيته. وحظيت البعثة بترحيب حار من قبل الحكومة الإيرانية وفي 25 أبريل، استقبل الشاه حيدر في وأبلغه بالاعتراف بالعراق. عاد حيدر بعد ذلك إلى بغداد في 30 أبريل بعد انتهاء مهمته مع أول وزير إيراني تم تعيينه في بغداد، آية الله خان سميعي. كما لعب رستم حيدر دورًا في إصدار العملة العراقية في عام 1932 لأول مرة بعد أن أصبحت الروبية الهندية العملة المتداولة في العراق.
يبدو أنه كان مهتمًا بالتقدم الذي يمكن أن يحدث في الأمم نتيجة لجهود قادتها. يُقال إنه كتب عن محمد علي باشا في جامعة السوربون ويبدو أنه تعهد للملك فيصل الأول بدعمه في لعب دور نهضوي في بناء الأمة العراقية الجديدة. كثيرًا ما دعا الدولة إلى تركيز معظم اهتمامها على التعليم، والظروف الصحية للشعب، وسعادة ورفاهية المواطنين بسبب أكثر من 400 عام من الحكم العثماني الذي قاد الشعب العراقي إلى التخلف. ومع ذلك، وبسبب صدقه، أصبح العديد من الطلاب السابقين لـ لورنس الذين عملوا لاحقًا في الحكومة العراقية، منزعجين من طائفته الشيعية المسلمة. وعلى هذا النحو، ألقوا عليه اتهامات الطائفية.
رافق رستم حيدرالملك فيصل الأول، مع نوري السعيد وياسين الهاشمي، بناء على الدعوة الموجه للملك فيصل من الملك جورج الخامس إلى لندن، في المملكة المتحدة في صيف 1933. ولكن المجموعة اضطرت إلى العودة بسرعة إلى العراق بسبب مذبحة سميل التي نفذها الكيلاني وبكر صدقي. ولكن في نفس العام، اضطر الملك فيصل الأول ورستم حيدر إلى العودة إلى أوروبا أثناء رحلة علاج إلى برن عاصمة سويسرا. وكان حيدر ومعه علي الحجاز ونوري السعيد بجوار فراش الموت فيصل الأول، واستمعوا إلى كلماته الأخيرة قبل أن يموت فجأة بأزمة قلبية صباح 8 سبتمبر 1933.
بعد وفاة الملك فيصل الأول، ظل رستم رئيسًا للديوان الملكي في عهد الملك غازي. وخلال الانقلاب العراقي عام 1936، ساعد حيدر في توصيل الرسائل إلى الملك غازي والتي تلقاها من قادة الانقلاب.

## اغتياله
كان حيدر هدف لعدد من السياسيين البارزين بسبب إيمانه بالوطنية. في 18 يناير 1940، قرابة الساعة 11 قبل الظهر، كان في مكتبه عندما ركض مفوض شرطة مفصول يسمى حسين فوزي توفيق إلى المكتب وواجه حيدر. قبل أن يتمكن حيدر من مغادرة المكتب، أطلق توفيق عليه ثلاث رصاصات في جانبه الأيسر، وتوفي بعد أربعة أيام في المستشفى الملكي متأثرًا بجراحه. بدأ هذا الاغتيال جدلًا وصراعًا اجتماعيًا وطائفيًا واسع النطاق، فضلاً عن تجسيد العديد من الشائعات والقيل والقال حول الدوافع والأسباب الحقيقية للاغتيال.
قاضي التحقيق في منطقة الرصافة آنذاك، جميل الأورفلي، توجه بسرعة إلى المستشفى الملكي للقاء حيدر. لكنه لم يتمكن من استجوابه بسبب حالته الصحية التي منعته من الكلام. بعد ذلك، توجه القاضي إلى مبنى مديرية الشرطة العامة حيث كان الجاني محتجزًا هناك، وتم استجواب الجاني بحضور المدعي العام، واعترف توفيق بأنه كان غاضبًا من حيدر لعدم منحه الوظيفة التي وُعد بها، وأنه نفذ الهجوم بمفرده.
أعلنت الحكومة وفاة رستم حيدر مما أحدث صدمة كبيرة لدى العراقيين، ورغم اعتراف توفيق بالجريمة، إلا أن الآراء اختلفت حول دوافع الاغتيال، وبقيت أحداث ودوافع الاغتيال غامضة، فبعضهم اعتبرها شخصية أو سياسية أو طائفية، ومع ذلك تم إعدام القاتل فجر الأربعاء 27 مارس 1940 شنقا في باب المعظم، وبعد الإعدام قيل إن نوري السعيد سارع إلى تغطية ما قاله حسين قبل إعدامه.

## مؤلفاته
نشرت مذكراته: «مذكرات رستم حيدر» التي صدرت عن الدار العربية للموسوعات عام 1988، وهي بتحقيق نجدة فتحي صفوة.

## الحياة الشخصية
كان رستم حيدر رجل مشغول بشكل كبير، وكان يعيش وحيداً في منزله في بغداد، وكان يوصف بأنه "رجل ليس له أعداء". وظل رستم أعزباً طيلة حياته حتى وفاته.

## معرض الصور

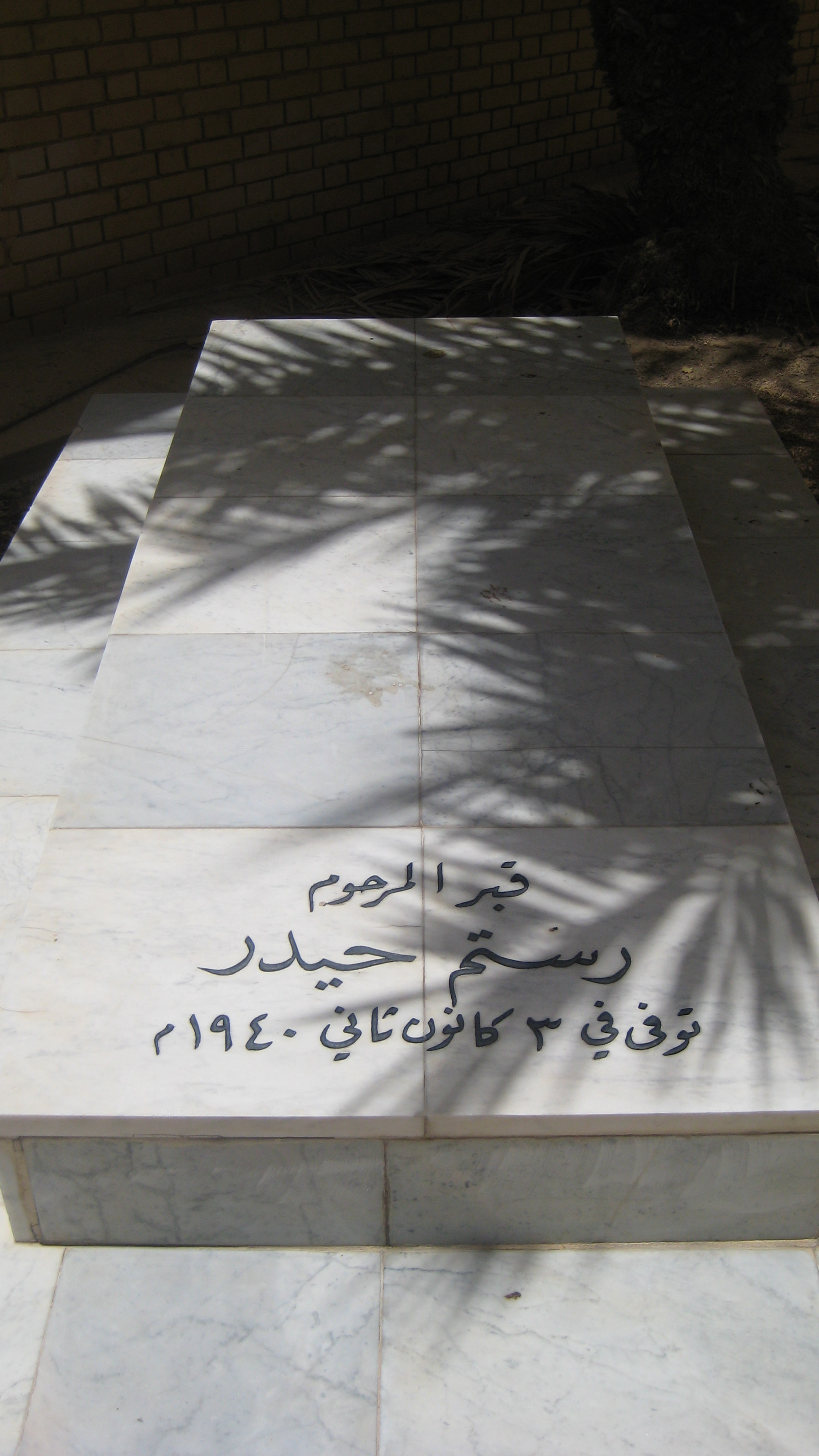
قبر رستم حيدر في المقبرة الملكية في بغداد. يلاحظ أن التاريخ المنقوش على القبر ليس صحيحا.

## روابط خارجية
- رستم حيدر… اللبناني الذي دفن جوار الملك فيصل